# ایستگاه مونت پلزنت (تورنتو)
ایستگاه مونت پلزنت (انگلیسی: Mount Pleasant station) یک ایستگاه قطار سبک شهری در حال ساخت در خط ۵ اگلینتون، بخشی از سیستم متروی تورنتو است.